# Lepidodexia tucumana
Lepidodexia tucumana är en tvåvingeart som först beskrevs av Blanchard 1942.  Lepidodexia tucumana ingår i släktet Lepidodexia och familjen köttflugor. Inga underarter finns listade i Catalogue of Life.